# Campeonato Europeo Sub-18 1954
El Campeonato Europeo Sub-18 1954 se jugó del 10 al 19 de abril en Alemania Federal y contó con la participación de 18 selecciones juveniles de Europa y Sudamérica.
España venció en la final al anfitrión Alemania Federal para coronarse campeón por segunda ocasión.

## Participantes
| - Argentina (invitado) - Alemania Democrática - Países Bajos - Francia - España - Yugoslavia | - Portugal - Irlanda - Turquía - Bélgica - Luxemburgo - Austria | - Suiza - Alemania Federal (anfitrión) - Inglaterra - Sarre - Hungría - Irlanda del Norte |

## Fase de grupos

### Grupo 1
| País                 | J | G | E | P | GF | GC | GD  | Pts |
| -------------------- | - | - | - | - | -- | -- | --- | --- |
| Argentina            | 3 | 3 | 0 | 0 | 13 | 1  | +12 | 6   |
| Alemania Democrática | 3 | 1 | 1 | 1 | 4  | 4  | 0   | 3   |
| Países Bajos         | 3 | 0 | 2 | 1 | 3  | 11 | –8  | 2   |
| Francia              | 3 | 0 | 1 | 2 | 4  | 8  | –4  | 1   |

| 11 de abril | Alemania Democrática | 3–1 | Francia              |
| 12 de abril | Argentina            | 8–0 | Países Bajos         |
| 14 de abril | Países Bajos         | 2–2 | Francia              |
|             | Argentina            | 2–0 | Alemania Democrática |
| 15 de abril | Francia              | 1–3 | Argentina            |
|             | Países Bajos         | 1–1 | Alemania Democrática |

### Grupo 2
| País       | J | G | E | P | GF | GC | GD  | Pts |
| ---------- | - | - | - | - | -- | -- | --- | --- |
| España     | 3 | 3 | 0 | 0 | 11 | 1  | +10 | 6   |
| Yugoslavia | 3 | 1 | 1 | 1 | 3  | 4  | –1  | 3   |
| Portugal   | 3 | 0 | 2 | 1 | 3  | 9  | –6  | 2   |
| Irlanda    | 3 | 0 | 1 | 2 | 4  | 7  | –3  | 1   |

| 11 de abril | España     | 2–0 | Yugoslavia |
|             | Portugal   | 2–2 | Irlanda    |
| 13 de abril | Irlanda    | 1–3 | España     |
|             | Yugoslavia | 1–1 | Portugal   |
| 14 de abril | España     | 6–0 | Portugal   |
|             | Yugoslavia | 2–1 | Irlanda    |

### Grupo 3
| País       | J | G | E | P | GF | GC | GD | Pts |
| ---------- | - | - | - | - | -- | -- | -- | --- |
| Turquía    | 4 | 3 | 1 | 0 | 7  | 1  | +6 | 7   |
| Bélgica    | 4 | 2 | 1 | 1 | 5  | 7  | –2 | 5   |
| Luxemburgo | 4 | 1 | 2 | 1 | 4  | 4  | 0  | 4   |
| Austria    | 4 | 1 | 1 | 2 | 8  | 8  | 0  | 3   |
| Suiza      | 4 | 0 | 1 | 3 | 3  | 7  | –4 | 1   |

| 10 de abril | Bélgica    | 0–0 | Luxemburgo |
|             | Austria    | 4–2 | Suiza      |
| 11 de abril | Luxemburgo | 3–2 | Austria    |
|             | Turquía    | 4–0 | Bélgica    |
| 12 de abril | Suiza      | 0–1 | Turquía    |
| 13 de abril | Bélgica    | 3–2 | Austria    |
|             | Luxemburgo | 0–0 | Suiza      |
| 14 de abril | Turquía    | 2–1 | Luxemburgo |
| 15 de abril | Turquía    | 0–0 | Austria    |
|             | Bélgica    | 2–1 | Suiza      |

### Grupo 4
| País              | J | G | E | P | GF | GC | GD  | Pts |
| ----------------- | - | - | - | - | -- | -- | --- | --- |
| Alemania Federal  | 4 | 3 | 1 | 0 | 16 | 4  | +12 | 7   |
| Hungría           | 4 | 3 | 0 | 1 | 16 | 5  | +11 | 6   |
| Inglaterra        | 4 | 1 | 2 | 1 | 9  | 6  | –3  | 4   |
| Sarre             | 4 | 1 | 1 | 2 | 4  | 14 | –10 | 3   |
| Irlanda del Norte | 4 | 0 | 0 | 4 | 4  | 20 | –16 | 0   |

| 10 de abril | Hungría           | 6–0 | Sarre             |
|             | Inglaterra        | 5–0 | Irlanda del Norte |
| 11 de abril | Irlanda del Norte | 1–3 | Hungría           |
|             | Alemania Federal  | 6–1 | Sarre             |
| 12 de abril | Irlanda del Norte | 1–6 | Alemania Federal  |
| 13 de abril | Hungría           | 7–2 | Irlanda del Norte |
|             | Inglaterra        | 1–1 | Sarre             |
| 14 de abril | Alemania Federal  | 2–0 | Hungría           |
| 15 de abril | Inglaterra        | 2–2 | Alemania Federal  |
|             | Sarre             | 2–1 | Irlanda del Norte |

## Semifinales

### 13-16
| Equipo 1 | Resultado | Equipo 2 |
| -------- | --------- | -------- |
| Austria  | 0-2       | Sarre    |
| Irlanda  | 0-2       | Francia  |

### 9-12
| Equipo 1     | Resultado | Equipo 2   |
| ------------ | --------- | ---------- |
| Inglaterra   | 0-2       | Luxemburgo |
| Países Bajos | 4-2       | Portugal   |

### 5-8
| Equipo 1   | Resultado | Equipo 2             |
| ---------- | --------- | -------------------- |
| Hungría    | 3-1       | Bélgica              |
| Yugoslavia | 3-1       | Alemania Democrática |

### 1-4
| Equipo 1  | Resultado | Equipo 2         |
| --------- | --------- | ---------------- |
| Argentina | 0-1       | España           |
| Turquía   | 1-2       | Alemania Federal |

## Partidos Finales

### 17.º Lugar
| Equipo 1          | Resultado | Equipo 2 |
| ----------------- | --------- | -------- |
| Irlanda del Norte | 0-2       | Suiza    |

### 15.º Lugar
| Equipo 1 | Resultado | Equipo 2 |
| -------- | --------- | -------- |
| Austria  | 3-0       | Irlanda  |

### 13.erlugar
| Equipo 1 | Resultado | Equipo 2 |
| -------- | --------- | -------- |
| Francia  | 0-3       | Sarre    |

### 11.º Lugar
| Equipo 1   | Resultado | Equipo 2 |
| ---------- | --------- | -------- |
| Inglaterra | 0-2       | Portugal |

### 9.º Lugar
| Equipo 1     | Resultado | Equipo 2   |
| ------------ | --------- | ---------- |
| Países Bajos | 0-5       | Luxemburgo |

### 7.º Lugar
| Equipo 1             | Resultado | Equipo 2 |
| -------------------- | --------- | -------- |
| Alemania Democrática | 3-2       | Bélgica  |

### 5.º Lugar
| Equipo 1 | Resultado | Equipo 2   |
| -------- | --------- | ---------- |
| Hungría  | 1-0       | Yugoslavia |

### 3.º Lugar
| Equipo 1  | Resultado | Equipo 2 |
| --------- | --------- | -------- |
| Argentina | 1-0       | Turquía  |

## Final
| Equipo 1         | Resultado | Equipo 2 |
| ---------------- | --------- | -------- |
| Alemania Federal | 2-21      | España   |

1- España ganó el torneo por tener mejor diferencia de goles en la fase de grupos.

## Campeón
| Eurocopa Sub-18 1954 |
| -------------------- |
| Bandera de España    |
| España 2º Título     |